# Покровка (село, Ачинский район)
Покровка — село в Ачинском районе Красноярского края России. Входит в состав Тарутинского сельсовета. Находится на берегах реки Большой Улуй, примерно в 13 км к востоку от районного центра, города Ачинск, на высоте 256 метров над уровнем моря.
Вблизи посёлка проходит автомобильная дорога федерального значения «Байкал».

## Население
| 1989 | 2002 | 2010 |
| ---- | ---- | ---- |
| 418  | ↘398 | ↘319 |

Гендерный состав
По данным Всероссийской переписи населения 2010 года 143 мужчины и 176 женщин из 319 чел.

## Улицы
Уличная сеть села состоит из 3 улиц:
- Центральная
- Молодёжная
- Новая